# 賴納赫 (阿爾高州)

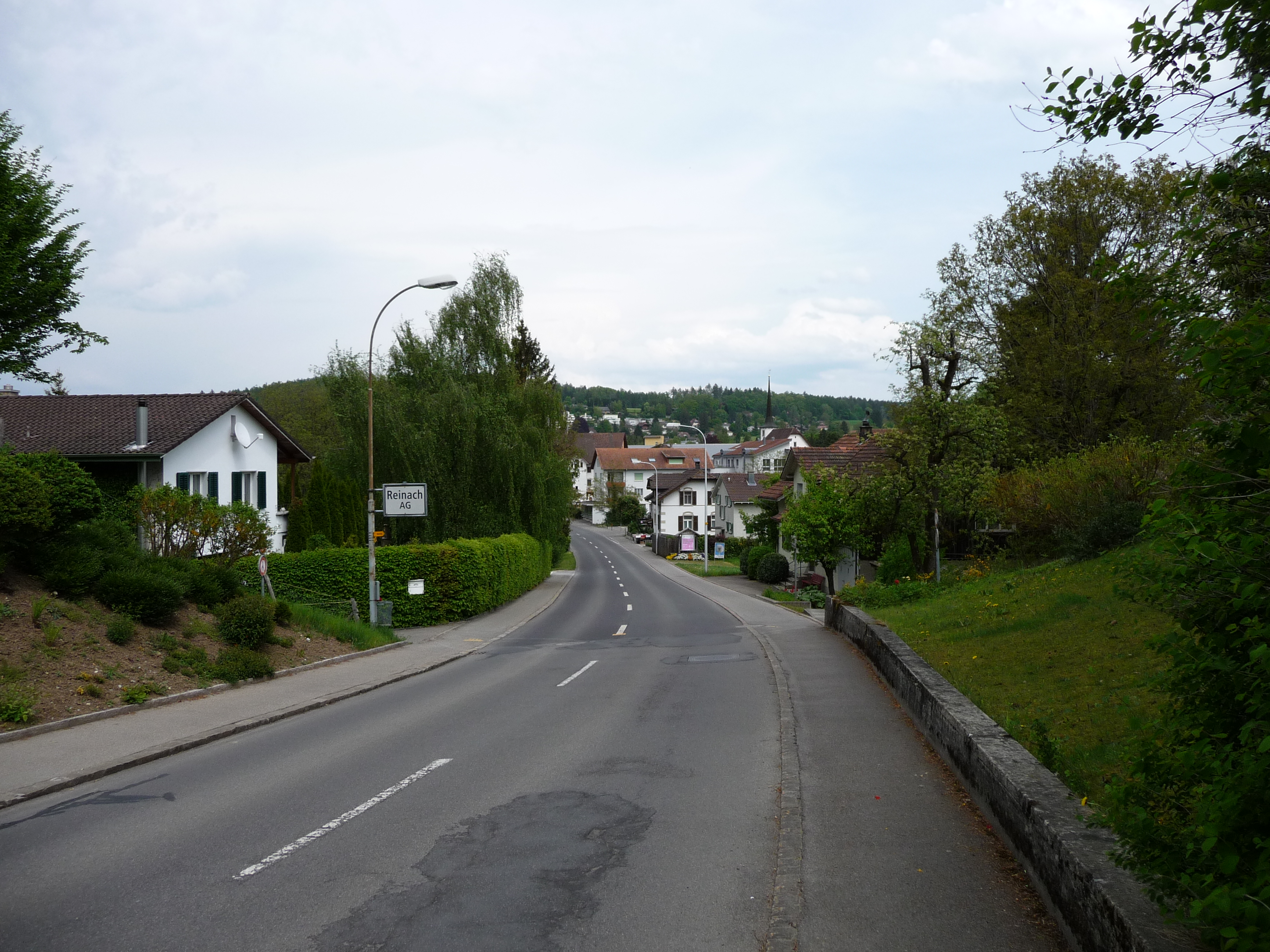

賴納赫是瑞士的城鎮，位於該國北部，由阿爾高州負責管轄，面積9.47平方公里，海拔高度528米，該地區自新石器時代有人類居住，2011年人口8,004，其中四成居民信奉基督教。